# Satellite (album P.O.D.)
Satellite è il quarto album in studio del gruppo musicale statunitense P.O.D., pubblicato l'11 settembre 2001 dalla Atlantic Records.
Negli Stati Uniti ha venduto più di 3 milioni copie, e sette a livello mondiale. Satellite raggiunse la posizione numero 137 della classifica Billboard degli album più venduti degli anni 2000 (2000–2009). È stato il centodiciassettesimo album più venduto del 2001 e il ventiseiesimo del 2002 negli Stati Uniti.
Nel 2020 la rivista Kerrang! l'ha inserito nella sua lista dei 21 migliori album nu metal di sempre, in diciannovesima posizione.

## Descrizione
Si tratta del loro secondo lavoro ufficiale, prodotto da Howard Benson. Il disco ha debuttato al numero 6 nella classifica Billboard 200, con oltre 133 000 copie vendute, e negli Stati Uniti è stato premiato con tre dischi di platino.
Il brano Guitarras de Amor è dedicato al chitarrista messicano Carlos Santana.

## Accoglienza
Jason Birchmeier, critico della rivista AllMusic, giudicò in modo positivo la capacità del gruppo di "imporsi con Satellite come un'alternativa valida e buonista alle formazioni hard rock e metal dei primi anni 2000, proponendo sia brani nu metal e rap metal di buona fattura che esperimenti associati ad altri influssi sonori, tutti in grado di trasmettere messaggi positivi inusuali".

## Tracce
Edizione standard
1. Set It Off – 4:16
2. Alive – 3:23
3. Boom – 3:08
4. Youth of the Nation – 4:19
5. Celestial – 1:24
6. Satellite – 3:30
7. Ridiculous (feat. Eek-A-Mouse) – 4:17
8. The Messenjah – 4:19
9. Guitarras de Amor – 1:14
10. Anything Right (feat. Christian of blindside) – 4:17
11. Ghetto – 3:37
12. Masterpiece Conspiracy – 3:11
13. Without Jah, Nothin' (feat. H.R.) – 3:42
14. Thinking About Forever – 3:46
15. Portrait – 4:32

### Traccia bonus edizione europea
1. Whatever It Takes – 4:02

## Formazione
Gruppo
- Sonny - voce
- Marcos - chitarra, voce
- Traa - basso, voce
- Wuv - batteria, voce

Altri musicisti
- Eek-A-Mouse - voce aggiuntiva (traccia 7)
- Christian Lindskog - voce aggiuntiva (traccia 10)
- H.R. - voce aggiuntiva (traccia 13)
- D.J. Harper, Jonnie Hall, Colin Sasaki, Nils Montan, Laurie Schillinger, Meagan Moore, Ayana Williams, Healey Moore (Bobbi Page, maestra) - coro dei bambini (traccia 4)
- Suzy Katayama - disposizione e direzione delle corde (traccia 10)
- Joel Derouin - violino (traccia 10)
- Larry Corbett - violoncello (traccia 10)
- Mike$ki - programmazione (traccia 14)
- Howard Benson - tastiere, loops

## Classifiche
Album - Billboard (North America)
| Anno | Classifica                 | Posizione |
| ---- | -------------------------- | --------- |
| 2001 | Billboard 200              | 6         |
| 2001 | Top Contemporary Christian | 1         |
| 2001 | Top Internet Albums        | 6         |
| 2003 | Top Christian Albums       | 1         |

Singoli - Billboard (North America)
| Anno | Singolo               | Classifica             | Posizione |
| ---- | --------------------- | ---------------------- | --------- |
| 2001 | "Alive"               | Mainstream Rock Tracks | 4         |
| 2001 | "Alive"               | Mainstream Rock Tracks | 4         |
| 2001 | "Alive"               | Modern Rock Tracks     | 2         |
| 2001 | "Alive"               | Modern Rock Tracks     | 2         |
| 2001 | "Alive"               | Billboard Hot 100      | 41        |
| 2001 | "Alive"               | Billboard Hot 100      | 45        |
| 2001 | "Youth of the Nation" | Mainstream Rock Tracks | 6         |
| 2001 | "Youth of the Nation" | Modern Rock Tracks     | 1         |
| 2002 | "Boom"                | Mainstream Rock Tracks | 21        |
| 2002 | "Boom"                | Modern Rock Tracks     | 13        |
| 2002 | "Satellite"           | Mainstream Rock Tracks | 15        |
| 2002 | "Satellite"           | Modern Rock Tracks     | 21        |
| 2002 | "Youth of the Nation" | Billboard Hot 100      | 28        |
| 2002 | "Youth of the Nation" | Top 40 Mainstream      | 18        |
| 2002 | "Youth of the Nation" | Top 40 Tracks          | 36        |